# Dippach-Barrière
Dippach-Barrière (lb. Dippech-Barrière) – mała miejscowość (lieu-dit) w południowo-zachodnim Luksemburgu, w gminie Dippach, w kantonie Capellen. Do 3 października 2015 leżała w dystrykcie Luksemburg.